# گورستان زیارتگاه
قبرستان زیارتگاه مربوط به دوران‌های تاریخی پس از اسلام - دوره قاجار است و در شهرستان سرباز، بخش سرباز، دهستان سرباز، ۳۰۰ متری جنوب روستای زیارتگاه واقع شده و این اثر در تاریخ ۲۷ اسفند ۱۳۸۶ با شمارهٔ ثبت ۲۲۶۹۱ به‌عنوان یکی از آثار ملی ایران به ثبت رسیده است.